# Reggie Leach
Pour les articles homonymes, voir Leach.
Reginald Joseph Leach (né le 23 avril 1950 à Riverton dans le Manitoba au Canada) est un joueur professionnel de hockey sur glace. Il a joué dans la Ligue nationale de hockey entre 1970 et 1983 remportant le trophée Conn-Smythe du joueur le plus utile des séries éliminatoires de la Coupe Stanley en 1976. Son fils, Jamie a également été un joueur professionnel de hockey sur glace.

## Carrière

### Carrière de joueur
Reggie Leach est élevé par ses grands-parents paternels et débute dans le circuit junior en jouant pour les Bombers de Flin Flon en 1966-1967. Il est alors un des meilleurs buteurs de la Western Canada Junior Hockey League en inscrivant un total de 188 buts en trois saisons. Il est également à deux reprises le meilleur buteur de la saison : lors de la saison 1967-1968, il inscrit 87 buts. Junior, il joue aux côtés de Bobby Clarke et va être nommé chaque année dans l'équipe étoile.
Il est choisi lors du repêchage amateur de la Ligue nationale de hockey lors de la première ronde en tant que troisième joueur en 1970 après Gilbert Perreault et Dale Tallon. Ce sont les Bruins de Boston qui portent leur choix sur le jeune joueur du Manitoba. Il joue sa première saison dans la LNH en 1970-1971 mais passe également du temps dans la Ligue centrale de hockey avec les Blazers d'Oklahoma City.
Le 23 février 1972, il fait partie d'un lot de joueurs des Bruins pour récupérer Carol Vadnais aux Golden Seals de la Californie. Malgré les défaites de son équipe, il commence à faire parler de lui et lors des deux saisons qui vont suivre, il inscrit à chaque fois plus de 20 buts. Finalement, il va rejoindre les Flyers de Philadelphie à l'aube de la saison 1974-1975 alors que ces derniers menés par Clarke viennent de remporter la Coupe Stanley. Il va alors aider son équipe à remporter une nouvelle Coupe en battant les Sabres de Buffalo sur la marque de 4 matchs à 2. Avec Bill Barber et Clarke, ils forment la LBC Line.
Il connaît sa meilleure saison en 1975-1976, inscrivant 61 buts et 91 points. Il est alors le meilleur buteur de la saison régulière et est sélectionné pour jouer le 29e Match des étoiles de la LNH. Il marque 19 buts de plus lors des séries, décrochant un record pour le nombre de buts inscrits lors des séries, record égalé par la suite par Jari Kurri.
Les Flyers vont perdre en finale contre les Canadiens de Montréal mais Leach remporte tout de même le trophée Conn-Smythe du meilleur joueur des séries ; il fait ainsi partie du petit cercle des joueurs n'ayant pas remporté la Coupe Stanley mais étant tout de même élu meilleur joueur des séries au cours de la même année. Il s'agissait de l'unique joueur de champ ayant eu cet honneur avant l'attribution du trophée à Connor McDavid des Oilers d'Edmonton lors de la saison 2023-2024, les autres joueurs étant tous des gardiens de but (Roger Crozier, Glenn Hall, Ron Hextall et Jean-Sébastien Giguère). Au cours de ces séries, il réalise également la performance de marquer 5 buts lors du même match contre les Bruins de Boston. Il est cité dans l'Équipe d'étoiles de la Ligue nationale de hockey à l'issue de la saison.
Il est également sélectionné cette année pour jouer la Coupe Canada avec l'équipe du Canada, une Coupe qu'il remporte en compagnie de ses coéquipiers des Flyers, Clarke et Barber.
En 1979-1980 et après une saison un peu moins forte de l'équipe, il va l'aider à ne pas perdre un match entre le 14 octobre et le 6 janvier, soit un total de 35 matchs consécutifs sans défaite. Il inscrit 16 buts lors des séries alors que son équipe atteint une nouvelle fois la finale de la Coupe. L'équipe perd tout de même contre les Islanders de New York, 4 matchs à 2. Une nouvelle fois, il joue le Match des étoiles de la LNH. Lors des deux saisons suivantes, l'équipe commence à baisser de niveau mais Leach inscrit toujours plus de 70 points chaque année.
Il rejoint les Red Wings de Détroit avant la saison 1982-1983 pour sa dernière saison dans la LNH, une dernière saison avec seulement 15 buts. Il joue la saison suivante quelques matchs dans la Ligue centrale de hockey avant de mettre fin à sa carrière professionnelle.

### Carrière d'entraîneur
Depuis 2007, il fait partie de l'équipe dirigeante de la jeune équipe des Manitoulin Islanders de la Northern Ontario Junior Hockey League. Il est tout d'abord assistant-entraîneur puis en 2008, prend le poste d'entraîneur en chef ainsi que responsable des opérations de hockey.

## Statistiques
| Saison     | Équipe                        | Ligue      |     | Saison régulière | Saison régulière | Saison régulière | Saison régulière | Saison régulière |    | Séries éliminatoires | Séries éliminatoires | Séries éliminatoires | Séries éliminatoires | Séries éliminatoires |
| Saison     | Équipe                        | Ligue      | PJ  | B                | A                | Pts              | Pun              | PJ               | B  | A                    | Pts                  | Pun                  |                      |                      |
| 1966-1967  | Bombers de Flin Flon          | LHJM       | 45  | 67               | 46               | 113              | 118              | 14               | 18 | 12                   | 30                   | 15                   |                      |                      |
| 1967-1968  | Bombers de Flin Flon          | WCJHL      | 59  | 87               | 44               | 131              | 208              | 15               | 12 | 3                    | 15                   | 48                   |                      |                      |
| 1968-1969  | Bombers de Flin Flon          | WCHL       | 22  | 36               | 10               | 46               | 49               | 18               | 13 | 8                    | 21                   | 0                    |                      |                      |
| 1969-1970  | Bombers de Flin Flon          | WCHL       | 57  | 65               | 46               | 111              | 168              | 17               | 16 | 11                   | 27                   | 50                   |                      |                      |
| 1970-1971  | Bruins de Boston              | LNH        | 23  | 2                | 4                | 6                | 0                | 3                | 0  | 0                    | 0                    | 0                    |                      |                      |
| 1970-1971  | Blazers d'Oklahoma City       | LCH        | 41  | 24               | 18               | 42               | 32               | -                | -  | -                    | -                    | -                    |                      |                      |
| 1971-1972  | Bruins de Boston              | LNH        | 56  | 7                | 13               | 20               | 12               | -                | -  | -                    | -                    | -                    |                      |                      |
| 1971-1972  | Golden Seals de la Californie | LNH        | 17  | 6                | 7                | 13               | 7                | -                | -  | -                    | -                    | -                    |                      |                      |
| 1972-1973  | Golden Seals de la Californie | LNH        | 76  | 23               | 12               | 35               | 45               | -                | -  | -                    | -                    | -                    |                      |                      |
| 1973-1974  | Golden Seals de la Californie | LNH        | 78  | 22               | 24               | 46               | 34               | -                | -  | -                    | -                    | -                    |                      |                      |
| 1974-1975  | Flyers de Philadelphie        | LNH        | 80  | 45               | 33               | 78               | 63               | 17               | 8  | 2                    | 10                   | 6                    |                      |                      |
| 1975-1976  | Flyers de Philadelphie        | LNH        | 80  | 61               | 30               | 91               | 41               | 16               | 19 | 5                    | 24                   | 8                    |                      |                      |
| 1976-1977  | Flyers de Philadelphie        | LNH        | 77  | 32               | 14               | 46               | 23               | 10               | 4  | 5                    | 9                    | 0                    |                      |                      |
| 1977-1978  | Flyers de Philadelphie        | LNH        | 72  | 24               | 28               | 52               | 24               | 12               | 2  | 2                    | 4                    | 0                    |                      |                      |
| 1978-1979  | Flyers de Philadelphie        | LNH        | 76  | 34               | 20               | 54               | 20               | 8                | 5  | 1                    | 6                    | 0                    |                      |                      |
| 1979-1980  | Flyers de Philadelphie        | LNH        | 76  | 50               | 26               | 76               | 28               | 19               | 9  | 7                    | 16                   | 6                    |                      |                      |
| 1980-1981  | Flyers de Philadelphie        | LNH        | 79  | 34               | 36               | 70               | 59               | 9                | 0  | 0                    | 0                    | 2                    |                      |                      |
| 1981-1982  | Flyers de Philadelphie        | LNH        | 66  | 26               | 21               | 47               | 18               | -                | -  | -                    | -                    | -                    |                      |                      |
| 1982-1983  | Red Wings de Détroit          | LNH        | 78  | 15               | 17               | 32               | 13               | -                | -  | -                    | -                    | -                    |                      |                      |
| 1983-1984  | Magic du Montana              | LCH        | 76  | 21               | 29               | 50               | 34               | -                | -  | -                    | -                    | -                    |                      |                      |
| 1997-1998  | Monsters de Madison           | UHL        | 1   | 0                | 0                | 0                | 0                | -                | -  | -                    | -                    | -                    |                      |                      |
| Totaux LNH | Totaux LNH                    | Totaux LNH | 934 | 381              | 285              | 666              | 387              | 94               | 47 | 22                   | 69                   | 22                   |                      |                      |